# إنبوت
إنبوت هي إلهة في الدين المصري القديم. وهي المقابل المؤنث للإله أنوبيس أو إنبو كما ينطق بشكل صحيح باللغة المصرية القديمة.
تُصور كامرأة، بغطاء رأس فوقه ابن آوى مستلقيًا على ريشة، وترى هذه الصورة في تمثال الثالوث الإلهي الذي يضم حتحور ومنكاورع وإنبوت في المتحف المصري [JE40679]. كما تُصور أحيانًا بجسد امرأة ورأس ابن آوى، ولكن هذا نادر جدًا
.
بصفتها زوجة لأنوبيس، تعد إنبوت إلهة للموتى مثله، حيث تشرف على الجنازات والتحنيط. بالإضافة إلى ذلك، فهي إلهة حامية وترتبط أيضًا بالصحراء، والتي كانت تمثل عالم الموتى للمصريين القدماء. وعلى عكس أنوبيس، ليس لإنبوت دور بارز في القصص الدينية المصرية، ولكن يُعتقد أنها تراقب جثة إله الحياة الآخرة، أوزوريس، متخذةً دور حاميته خلال فترة وفاته.
ولإنبوت وأنوبيس لهما ابنة تُسمى «قبحيت»، والتي تُصور في نصوص الأهرام كالأفعى التي "تنعش وتطهر" الملك، ويُعتقد أنها تجلب الماء لأرواح الموتى أثناء انتظارهم لاستكمال عملية تحنيطهم.

## رمزيتها
إنبوت هي النظيرة الأنثوية للإله أنوبيس. كما أنها إلهة المقاطعة السابعة عشرة من صعيد مصر. تُعتبر أيضًا حامية جثة أوزوريس، إله الحياة الآخرة.